# Balogh Elemér (lelkész)
Balogh Elemér (Székesfehérvár, 1866. február 6. – Pozsony, 1938. április 16.) református püspök, egyháztörténész.

## Élete
Édesapja Balogh Sándor (1827–1904) református lelkész.
1884–1888 között a budapesti Református Teológiai Akadémián és 1890–1891-ben Edinburghban tanult. Három éven át a budapesti skót misszió segédlelkésze volt. 1895-től élt Pozsonyban, ahol először lelkész, majd 1912-től püspök.
Csehszlovákia létrehozása után, 1921-től haláláig a Dunáninneni Református Egyházkerület püspöke. 1929–1938 között a felvidéki református konvent lelkész-elnöke. Jelentős szerepe volt a Szlovákiai Református Egyház szervezeti kiépítésében és egyházi alkotmányának kidolgozásában. Rendszeres tudományos munkásságot is folytatott: történelemmel, nyelvészettel, művészettörténettel foglalkozott. Egyháztörténészként elsősorban a protestáns gályarabok történetét kutatta, a témát összefoglaló munkája azonban kéziratban maradt.
1936-tól a Csehszlovákiai Magyar Tudományos, Irodalmi és Művészeti Társaság elnöke. 25 ezer kötetes könyvtárát a Ráday Könyvtárra, illetve a losonci teológiára hagyta.
1891-től a Protestáns Egyházi és Iskolai Lapban, 1897-től az Evangélikus Egyház és Iskolában és a Protestáns Estékben, 1898-tól az Athenaeumban és a Dunántúli Protestáns Lapban, 1905-től a Nyugatmagyarországi Híradóban és a Pozsonyi Gazdában, 1912-től a Protestáns Szemlében közölte írásait.

## Művei
- 1899 The martyrs of the Reformed Faith of Pozsony 1674–1676.
- 1900 Az evangélium vértanúi a magyar evangéliumi protestáns egyház gyászévtizedében. Pozsony.
- 1902 Kocsi Csergő Bálint „Narratio brevis…” művének X–XII. fejezete. Magyar Protestáns Egyháztörténeti Adattár. Budapest.
- 1913 A pozsonyi református egyházközség rövid története. Pozsony.
- 1928 Historical Facts. Komárom.
- 1931 Csehszlovák–magyar történelmi kapcsolatok.
- History of the Huguenot Connections with Hungary.
- Czech Influence in Hungary.